# Braunsapis acuticauda
Braunsapis acuticauda är en biart som beskrevs av Michener 1971. Braunsapis acuticauda ingår i släktet Braunsapis och familjen långtungebin. Inga underarter finns listade.